# Böszörményi-Nagy Iván
Böszörményi-Nagy Iván (Budapest, 1920. május 19. – Philadelphia, Pennsylvania, 2007. január 28.) magyar-amerikai pszichiáter, a családterápia területének egyik alapítója.

## Családja és származása
A régi nemesi származású római katolikus böszörményi Nagy családba született három generáció magas rangú bírók örökségével és ez beléiktatta kis korától a személyek közti igazságérzés fontosságát. Édesapja dr. Böszörményi-Nagy István (1884-1954), a Legfelsőbb Bíróság tanácselnöke, édesanyja rátki és salamonfai Barthodeiszky Margit (1891-1972) volt. Apai nagyszülei böszörményi Nagy János (1860-1930), jogász, államtitkár, szabadka királyi törvényszéki bíró és nagyalásonyi Barcza Krisztina (1822-1893) voltak. Az anyai nagyszülei rátki és salamonfai Barthodeiszky Emil (1854-1922), ítélőtáblai tanácselnök, királyi táblabírósági tanácselnök és keményegerszegi Kemény Ilona (1859-1942) voltak. Iván egyetlenegy fivére dr. Böszörményi-Nagy Emil (1913-1985), igazságügy miniszteri osztálytanácsos, bíró volt.

## Élete
Középiskolai tanulmányait Budapesten végezte és az orvostudományi képesítését a Pázmány Péter Tudományegyetemen kapta meg. Pszichiáter szakorvosi tanulmányait Budapesten végezte és a Budapesti Tudományegyetemen mint professzor működött. Fontos mentora volt Gyárfás Kálmán, egy korai családi pszichiátria irányult orvos, aki később Chicagóba távozott. Böszörményi-Nagy ellenállt a nácizmusnak és később a sztálinizmusnak és elhagyta Magyarországot 1948-ban.
Két évig Ausztriában, mint idegorvos és pszichiáter dolgozott az International Refugee Organization-nak. Miután 1950-ben az Egyesült Államokba kivándorolt, tudományos munkálatot végzett a szkizofrénia biokémiai alapján, és ezután a Chicagói Egyetem és New York Állami Egyetem, Syracuseban mint professzor működött. 1957-ben a philadelphiai Eastern Pennsylvania Psychiatric Institute kórházhoz csatlakozott, ahol a családi pszichiátria osztályt vezette húsz évig. Ez az osztály lett a világ egyik fő kiképzési központ a családterápia terén. Huszonöt évig a Hahnemann University Hospital, mint a családterápia osztály főorvosa működött. Privát praxist folytatott és az Institute for Contextual Growth-t Philadelphiában megalapította.
Annak ellenére, hogy Böszörményi-Nagy menekült a kommunista rendszertől 1948-ban, szülőföldje mindig a szívében maradt, és az 1989-i rendszerváltás után többször meglátogatta Magyarországot. Mindamellett hogy az élete utolsó tíz éve alatt Parkinson-kórban szenvedett és tolószékkel közlekedett, továbbiakban utazott, és több családterápia konferencián vett részt mint fővendég. A professzort közelgő 80. születésnapja alkalmából 2000-ben a Magyar Köztársaság Elnöke, Göncz Árpád, Köztársasági Aranyéremmel tüntette ki. 2007. január 28-án philadelphiai otthonában elhunyt. Ősi falujában, Külsővaton, temették el.

## Munkái
Böszörményi-Nagy első fontos hozzájárulása a családterápia térhez, az első igazán integratív családterápia módszer kifejlesztése, James Framo együttműködésével, az úgynevezett Intensive Family Therapy volt. Ez a modell összehozta a tárgykapcsolat-elméletet, rendszerelméletet, és az egzisztencialis filozófiát.
E modellt tovább fejlesztette Szociális gondozó Geraldine Sparkal, és 1973-ban a Láthatatlan lojalitás című könyvet adták ki, ami az egyik legkimagaslóbb munka a családterápia terén. Ez a könyv tette központba az emberi viszonyok közötti igazságosságot. Idéz elméleti és klinikai megfigyeléseket hogy a lojalitás hogy működik generációkan keresztül, és hogy megnyilatkozódik közvetlenül és közvetve, akár előnyös, akár ártalmas módon. Számos új fogalmakat bemutat, mint családi örökösség, családi lojalitás, a viszonyok dialektikus elmélete, viszonyokban lévő egyensúly, és parentification – egy folyamat amikor egy családtag, sokszor egy gyermek, felvesz egy túl kötelességtudó szerepet egy másik családtag ügyelésére, sokszor egy szülőé, vagy több másoké, vagy a családé. A dialógikus filozófia és az igazság elmélete a humanista filozófus Martin Buber-nek nagy hatású befolyások voltak.

### Kontextuális terápia
1978-tól Böszörményi-Nagy a modellt Kontextuális családterápiának és később Kontextuális terápianak nevezte, annak elismerésére hogy az alapvető elvek az ő hozzáállásának az egyéni úgymint a családterápiát fedezték. Kontextuális terápia egy összefoglaló, integratív, intergenerációs modell. Felismer négy alapvető dimenziót a viszonyok realitásában, amik hatással vannak úgy a terápiára mint általános emberi viszonyokra:
(1) Tárgyiasítható tények; 
(2) Egyéni pszichológia; 
(3) a Transzakciónális minták rendszerei; és
(4) Kapcsolati etika – Böszörményi-Nagy különleges hozzászólása ehhez a térhez. 
(5) Ontológiai illetve ontikus – Böszörményi-Nagy az ötödik dimenzió létezését 2000-ben a Szegedi Családterápiás Vándorgyőlésen jelentette be. (for. Székely Ilona Tárgykapcsolatelmélet a családterápiában)
Úgy fogalmazta a kapcsolati etikát mint egy komplex dimenzió ami foglalkozik az interszubjektív egyensúly a bizalommal, igazságossággal, felelősséggel, lojalitással, és jogos figyelembevétellel egy viszonyban lévő egyének között.
A kontextuális terápisták kimagasló metodológiai hozzáállása a többirányú érdekképviselet, ami áll a szekvenciális, empatikus, hozzáállásból minden taghoz (beleértve a nem jelen tagokat is) hol mindakettő elismerés és elvárás feléjük van irányítva; ez egy alternatív a szokásos semleges terápiás állásponthoz, ami tehetetlenné teheti a terápistát igazi igazságtalansággal vagy ellentétes érdekekkel elbánni. A cél egy párbeszédet elkezdeni kölcsönös helyzetből beszélgetni családtagok között, és elkezdeni egy adni-kapni kiegyensúlyozást, és így visszaállítani bizalmat, amit Böszörményi-Nagy mint egy alapvető meghatározójává vélt az egyéni és viszonyi egészségnek vagy betegségnek. Fókuszával konkrét következményeken, kapcsolati etika hangsúlyozza a helyrehozó cselekedetet; és ez megkülönbözteti a pszichodinamikatol (a második dimenzióban) ami a belátást hangsúlyozza, és a rendszerelmélettöl (a harmadik dimenzióban), ami az interakciót az itt és mostban hangsúlyozza.
Böszörményi-Nagy szerint az egyéneknek és családoknak a jelenben való egészségében nagy tényező a kapacitás a legsebezhetőbbet és jövőgenerációk jóléte után való törődést mutatni – a transzgenerációs szolidaritás. Fontos része a kontextuális terápiának preventív szándéka az utókor jóléte.
A későbbi években Böszörményi-Nagy határozottan belefoglalt egy ötödik dimenziót, ami már elejétől be volt foglalva a modellbe – az ontikus dimenzió, vagy a "kölcsönös megvalósítás", ami elismeri az én szükségét a másikra hogy meghatározva lehessen.

## Szakirodalom

### magyarul
- Böszörményi-Nagy I., & Krasner, B. (2001). A kapcsolatok kiegyensúlyozásának dialógusa. Coincidencia, Kft. Bp.
- Székely Ilona (2000). Kapcsolatainkban létezünk: Böszörményi-Nagy Iván kontextuális terápiájának rövid ismertetése. Pszichoterápia. 9 (6): 437-444.
- van Heusden, A., & van den Eerenbeemt, E. (2001). A változó egyensúly: Böszörményi-Nagy Iván egyéni-és családterápiás elmélete és módszere. Coincidencia, Kft. Bp.
- Ivan Boszormenyi-Nagy–Geraldine M. Spark: Láthatatlan lojalitások; Animula, Bp., 2018 (Családterápiás sorozat)

### angol nyelven
- Boszormenyi-Nagy, I., & Framo, J. (1965; 1985). Intensive family therapy: Theoretical and practical aspects. New York: Harper & Row. (Second edition, New York: Brunner/Mazel)
- Boszormenyi-Nagy, I., & Spark, G. (1973; 1984). Invisible loyalties: Reciprocity in intergenerational family therapy. New York: Harper & Row. (Second edition, New York: Brunner/Mazel)
- Boszormenyi-Nagy, I., & Krasner, B. (1986). Between give and take: A clinical guide to contextual therapy. New York: Brunner/Mazel.
- Boszormenyi-Nagy, I. (1987). Foundations of contextual therapy: Collected papers of Ivan Boszormenyi-Nagy, MD. New York: Brunner/Mazel.
- Boszormenyi-Nagy, I., Grunebaum, J., & Ulrich, D. (1991). Contextual Therapy. In A. Gurman & D. Kniskern (Eds.) Handbook of Family Therapy, Vol 2. New York: Brunner/Mazel.
- Friedman, M.S. (1989). Martin Buber and Ivan Boszormenyi-Nagy: The role of dialogue in contextual therapy. Psychotherapy, 26 (3): 402-9.
- Friedman, M.S. (1998). Buber's Philosophy as the Basis for Dialogical Psychotherapy and Contextual Therapy. Archiválva 2006. október 24-i dátummal a Wayback Machine-ben Journal of Humanistic Psychology. 38(1): 25-40.
- Goldenthal, P. (1996). Doing Contextual Therapy: An Integrated Model for Working With Individuals, Couples, and Families. New York: W.W. Norton & Co.
- Dankoski, M.E., & Deacon, S.A. (2000). Using a Feminist Lens in Contextual Therapy, Family Process, 39 (1): 51–66.
- Le Goff, J.F. (2001). Boszormenyi-Nagy and Contextual Therapy: An Overview, ANZJFT, 22 (3): 147–157.
- Ducommun-Nagy, C. (2002). Contextual Therapy. In F. Kaslow, R. Massey, & S. Massey (Eds.) Comprehensive handbook of psychotherapy, Vol. 3: Interpersonal/humanistic/existential. New York; Chichester: Wiley.
- Ducommun-Nagy, C. & Schwoeri, L.D. (2003). Contextual Therapy. In Sholevar, G.P. & Schwoeri, L.D. (Eds.) Textbook of Family and Couples Therapy: Clinical Applications. Washington, DC: American Psychiatric Publishing Inc.
- Ducommun-Nagy, C. (2003). Can Giving Heal? Contextual Therapy and Biological Psychiatry. In P.S. Prosky & D.V. Keith (Eds.) Family Therapy as an Alternative to Medication: An Appraisal of Pharmland. New York: Brunner-Routledge.
- Hargrave, T.D. & Pfitzer, F. (2003). The New Contextual Therapy: Guiding the Power of Give and Take. New York: Brunner-Routledge.

### Francia nyelven
- Catherine Ducommun-Nagy, L'agenda invisible: le couple. Perspective contextuelle, Paris, Autrement, 1989.
- Pierre Michard, La thérapie contextuelle de Boszormenyi-Nagy: Une nouvelle figure de l'enfant dans le champ de la thérapie familiale. Bruxelles, de Boeck, 2005.
- Anne Ancelin Schützenberger, Aïe, mes aïeux !, Paris, Desclée de Brouwer, 1993; 17. éd. complétée, 2004.
- Catherine Ducommun-Nagy, Ces loyautés qui nous libèrent, Paris, J.-C. Lattès, 2006.